# Endòlit
Un endòlit (del grec: interior d'una pedra) és un organisme (archaea, bacteri, fong, liquen, alga o ameba) que viu dins les roques, coralls, closques d'animals, o en els porus entre els grans de minerals d'una roca. Molts són extremòfils; viuen a llocs que prèviament es pensava que no podien hostatjar la vida. Són de particular interès pels astrobiòlegs, que presenten la teoria que els ambients endolítics de Mart i altres planetes són refugis potencials per comunitats microbianes extraterrestres. La zona endolítica és un bioma extrem.

## Subdefinicions
El terme "endòlit", que defineix un organisme que colonitza l'interior de qualsevol tipus de roca, ha estat classificat en cinc subclasses:
Chasmoendòlitcolonitza les fisures o trencaments de la roca (chasm = esquerda)

Criptoendòlitcolonitza cavitats estructurals dins de roques poroses, incloent-hi espais fets per euendòlits (crypto = amagat)

Euendòlitpenetra activament a l'interior de les roques formant túnels de la mida del seu cos, (eu = bo, autèntic)
HipoendòlitColonitza els espais porosos situats a la part inferior de la roca i que entren en contacte amb el sòl (hipo = sota)
AutoendòlitCapaç de formar roques per dipòsit de minerals (auto = propi)

## Medi ambient
Els endòlits s'han trobat en roques a fondàries de 3000 metres però no se sap si aquest és el seu límit. Sembla que l'amenaça principal per a la supervivència d'aquests organismes no és la pressió sinó l'alta temperatura. En els organismes hipertermòfils el límit de temperatura és de 120°C cosa que sota terra apareix a 4-4.5 km de fondària continental o a 7 o 7,5 km sota el fons dels oceans. Els organismes endòlits s'han trobat en roques de baixa humitat o baixes temperatures incloent valls seques i permagel de l'Antàrtida als Alps i les muntanyes Rocoses.

## Supervivència
Els endòlits poden sobreviure alimentant-se de traces de ferro, potassi, o sofre. S'ha trobat ADN en basalts. també s'han descobert endòlits fotosintètics.
Com que l'aigua i nutrients són escassos els endòlits tenen un cicle reproductiu molt lent. Sembla que triguen 100 anys a fer una divisió cel·lular.